# Skerbersdorf
Skerbersdorf is een plaats in de Duitse gemeente Krauschwitz, deelstaat Saksen.